# Leroy Jethro Gibbs
Leroy Jethro Gibbs az NCIS című filmsorozat szereplője, a négy főszereplő egyike, talán a sorozat legismertebb és legnépszerűbb alakja, akit Mark Harmon alakít. Magyar hangja: Mihályi Győző.

## Pályafutása
Mint tapasztalt ex-USA tengerészgyalogos főtörzsőrmester és mesterlövész, Gibbs ügynök magas szintű nyomozói és kihallgatói képesítéssel rendelkezik, és látszólag csalhatatlan ösztönei vannak. Gibbs egyenesen az NCIS igazgatónak tesz jelentést, aki (a harmadik évadtól) korábbi hivatásos és magánéleti partnere, Jenny Shepard. Noha Gibbs olyan ember, aki "elintézi az ügyet", gyakran látható, hogy kevéssé türelmes a bürokráciával szemben. Csapatát kemény kézzel vezeti, de szívén viseli mindegyikük sorsát; nagyon megrázta, amikor csapatának egyetlen női tagja – Gibbs védelmében – életét vesztette. Különleges a kapcsolata Abby-vel.
Magánélete ritkán téma; egy hajót épít pincéjében, és sokszor kapunk utalást három volt feleségére (mindhárman vörösek), de valójában négyszer nősült. Az első feleségét és közös lányukat egy mexikói drogdíler ölte meg, míg Gibbs a Perzsa-öbölben szolgált. A harmadik évad fináléjában egy flashbackben látjuk, amint végez a dílerrel, és visszavonul pozíciójából. A 18.évadban határozatlan időre felfüggesztik, majd a 19.évad elején úgy dönt, hogy végleg elhagyja az NCIS-t, és Alaszkában marad, hiszen úgy érzi, hogy ott most először érez békét családja meggyilkolása óta. Miután McGee nem fogadta el a csapatvezetővé való előléptetést, Gibbs Alden Parker egykori FBI ügynököt ajánlja a pozícióra, amit el is fogad, így ő lesz a csapat új vezetője.